# Medalha Centenário de David Livingstone

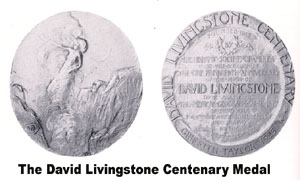

A Medalha Centenário de David Livingstone é um prémio atribuído pela American Geographical Society (AGS) aos que se distinguiram na pesquisa e desenvolvimento da geografia referente ao Hemisfério sul.
Esta medalha foi criada por iniciativa da Hispanic Society of America em 1913, para comemorar o centenário do nascimento de David Livingstone (1813 - 1873).
A medalha foi desenhada pelo escultor Gutzon Borglum. 

## Laureados[1]
- 1916: Sir Douglas Mawson
- 1917: Manuel Vicente Ballivian, Theodore Roosevelt
- 1918: Cândido Rondon
- 1920: William Speirs Bruce, Alexander Hamilton Rice
- 1923: Griffith Taylor
- 1924: Frank Wild
- 1925: Luis Riso Patron
- 1926: Erich von Drygalski
- 1929: Richard Evelyn Byrd
- 1930: Laurence M. Gould, Jose M. Sobral
- 1931: Hjalmar Riiser-Larsen
- 1935: Lars Christensen
- 1936: Lincoln Ellsworth
- 1939: John R. Rymill
- 1945: Isaiah Bowman
- 1948: Frank Debenham
- 1950: Robert L. Pendleton
- 1952: Delgado de Carvalho
- 1956: George McCutchen McBride
- 1958: Paul Allman Siple
- 1960: William E. Rudolph
- 1965: Bassett Maguire
- 1966: Preston E. James
- 1968: William H. Phelps, Jr.
- 1972: Akin L. Mabogunje
- 1985: James J. Parsons
- 1987: Calvin J. Heusser
- 1988: Jane M. Soons
- 2001: Bertha Becker